# 黒宮千香子
黒宮 千香子（くろみや ちかこ、1978年4月4日 - ）は、フリーアナウンサー。ジョイスタッフ所属。

## 来歴・人物
愛知県名古屋市出身。愛知学院大学法学部法律学科卒業後、2001年に山口朝日放送に入社。アナウンサーとして「とれたてテレビ」、「ほっと土曜日」などを担当した。同番組では“ちかこ先生”として人気があった。
2005年YABを退社しフリーに転向。同年4月より2008年3月まで千葉テレビ放送の「朝まるJUST」に出演していた（杉山明子と、木曜日・金曜日を担当）。現在はYABのキー局であるテレビ朝日の「羽鳥慎一モーニングショー」に、リポーターで出演中。
2015年7月に、長女を出産したことをブログで発表した。

## 主な出演番組

### 山口朝日放送時代
- とれたてテレビ
- ほっと土曜日
- ぐるりん瀬戸内
- 朝だ!生です旅サラダ
- 輝け!全国おもしろニュースグランプリ

### 現在
- ラジオ日本 土曜・日曜競馬実況中継（アール・エフ・ラジオ日本）
- 中央競馬大作戦（アール・エフ・ラジオ日本）
- 和街日和～わのまちびより～（CS・旅チャンネル）
- 羽鳥慎一モーニングショー（テレビ朝日）

### 過去
- 朝まるJUST(2005年4月～2008年3月）
- スーパーモーニング（テレビ朝日）